# Willy and the Poor Boys
Willy and the Poor Boys er det fjerde studiealbum fra det amerikanske rockband Creedence Clearwater Revival
Det blev udgivet af Fantasy Records 2. november 1969, og var det sidste af tre studiealbums, som bandet udsendte i det år. 

## Oversigt
Albummet blev genindspillet og genudgivet på 180 Gram Vinyl af Analogue Productions i 2006.
Albummet indeholder sangene "Down on the Corner", fra hvilket albummet fik sit navn, og "Fortunate Son", som er en velkendt protestsang. Creedence indspillede også deres egen version af "Cotton Fields" på dette album, der nåede til # 1 pladsen på hitlisten i Mexico. 

## Baggrund
I efteråret 1969 var Creedence Clearwater Revival et af de hotteste rockbands i verden, efter at have scoret tre på hinanden følgende nummer 2-singler og nummer 1-albummet Green River . Derudover havde gruppen optrådt på Woodstock Festival i august og lavet flere højprofilerede tv-optrædener, herunder på The Ed Sullivan Show . Bandleder og sangskriver John Fogerty havde overtaget kontrollen med bandet efter flere års intern uro , men på trods af deres voksende succes begyndte de andre medlemmer - bassist Stu Cook, trommeslager Doug Clifford og guitarist Tom Fogerty, Johns ældre bror - at protestere mod Fogertys krævende ledelsesstil. Bandets output i 1969 alene - tre albums i fuld længde - var meget krævende i betragtning af at de samtidig turnerede nonstop. "Det var lidt af overdreven, og det har jeg aldrig forstået," sagde Clifford til Jeb Wright fra Goldmine i 2013". Fogerty fortalte os, at hvis vi ikke var på hitlisterne, så ville vi blive glemt. . . For at gøre det værre, lyder det måske sjovt, men vi havde dobbeltsidige hits, og det var en slags forbandelse, da vi afbrændte vores materiale dobbelt så hurtigt. Hvis vi havde spredt det ud, ville vi ikke have været nødt til at udsende tre albums på et år. "  "Den konkurrencemindede Fogerty insisterede over for Guitar Worlds Harold Steinblatt i 1998, "Alle rådede mig fra at udsende B-sider med stort hitpotentiale. De fortalte mig, at jeg spildte potentielle hits. Og jeg så på dem og sagde: 'Baloney. Se på Beatles . Se på Elvis . Det er den hurtigste måde at vise publikum al den gode musik."

## Sange
I juni frigav CCR gruppens tredje LP, Green River . Kort efter begyndte den at indspille sange til den opfølgende LP, Willy and the Poor Boys. Ti måneder senere frigav bandet sin ottende single, " Down on the Corner " / "Fortunate Son".  Singlens A-side nåede nr. 3 på Billboard Hot 100, og dens B-side nr. 14.  " Down on the Corner " fortæller historien om det fiktive band Willy and the Poor Boys, som spiller på gadehjørner for at muntre folk op og få en skilling . 
" Down on the Corner " b / w "Fortunate Son" toppede nr. 3 den 20. december 1969 på Hot 100 . "Fortunate Son" er en antikrigssang om modkultur-æraen, der kritiserer dem, der støtter brugen af militær styrke uden selv at skulle "betale omkostningerne" (enten økonomisk eller ved selv at gøre tjeneste i krigen).  Sangen, der blev frigivet under Vietnamkrigen, er ikke eksplicit i sin kritik af denne krig, men indeholder angreb på eliteklasserne (familierne, der føder "heldige sønner") i USA og deres uvilje til selv at påtage sig omkostningerne ved nationalistisk imperialisme er let at kontekstualisere til netop denne krig. Sangen blev inspireret af brylluppet i 1968 , hvor David Eisenhower, barnebarn af USAs præsident Dwight David Eisenhower, blev viet til Julie Nixon, datter af præsident Richard Nixon .  Sangens tekstforfatter fortalte Rolling Stone :
 Julie Nixon hængte ud med David Eisenhower, og man fik den fornemmelse, at ingen af disse mennesker ville blive involveret i krigen. I 1968 troede flertallet i befolkningen, at tropperne havde en høj moral og 80% støttede krigsdeltagelsen. Men for de iblandt os, som satte sig ind i de virkelige forhold, var det klart, at we stod over for problemer.

I 1993 tilstod Fogerty i et interview med Rolling Stone ' s Michael Goldberg, "Den blev selvfølgelig skrevet under Nixon-æraen og lad os blot sige, at den langtfra var en støtte til Nixon." Sangen er blevet brugt til at protestere mod militære handlinger og elitære tendenser i de vestlige samfund, især i De Forenede Stater; som en ekstra konsekvens af dens popularitet, er den endda blevet brugt i helt inkontekstuelle situationer, f.eks. som reklame for blå jeans .
"Don't Look Now" udtrykker Fogertys omsorg for de fattige arbejdere ("Hvem bryder kullet i minen?) Hvem udvinder saltet fra jorden? " ). Som det blev fortalt i VH1 Legends- episoden om bandet, sagde John Fogerty dengang til magasinet Time : "Jeg ser ting gennem de lavere klassers øjne."
Chuck Berrys "It Came Out of the Sky" fortæller historien om en landmand, der finder en UFO på sin ejendom og uforvarende bliver den mest berømte mand i Amerika . Albummet inkluderer også to instrumentelle numre Poorboy Shuffle" og "Side O 'The Road"
LP'en indeholder to sange, der er bedst kendt med blues og folkelegenden Lead Belly : "Cotton Fields" og "The Midnight Special". I 2012 forklarede Fogerty til Uncut, ”Lead Belly havde en stor indflydelse. Jeg lærte ham at kende gennem Pete Seeger . Når du lytter til disse fyre, kommer du ned til træets rod". 

## Reception
Albummet blev udgivet i november 1969 som Fantasy 8397,  og i 1970 nåede det Top 50 i seks lande,       inklusive Frankrig, hvor det nåede nr. 1. Den 16. december 1970 opnåede det Guld. Næsten 20 år senere, den 13. december 1990, blev albummet certificeret til platin (1.000.000 solgte enheder) og 2x Platinum (2.000.000 solgte enheder). 
Albummet blev godt modtaget, eksemplificeret ved den originale anmeldelse i Rolling Stone, der sagde, at det var "det bedste endnu" fra bandet.  I en moderne anmeldelse af The Village Voice troede Robert Christgau også, at det var gruppens bedste plade, mens han skrev "Fogertys subtilitet som en politisk sangskriver (har du nogensinde virkelig gravet ordene 'Fortunate Son'?) Ikke som nogen overraskelse."  Han inkluderede det senere i sit "Basic Record Library" fra 1950'erne og 1960'ernes optagelser, der blev offentliggjort i Christgau's Record Guide: Rock Albums of the Seventies (1981). 
I en retrospektiv gennemgang kontrasterede AllMusic- redaktøren Stephen Thomas Erlewine Willy and the Poor Boys med deres tidligere album, Green River, fordi sangene var blødere og mere positive, bortset fra "Effigy", og sagde, at "Fortunate Son" ikke er som dateret som de fleste af de andre protestsange fra æraen. Imidlertid føler han også sangen er lidt malplaceret på albummet. Han sammenlignede også "Poorboy Shuffle" med sange udført af jug bands og kaldte albummet "et af de største rene rock & roll albums nogensinde klippet".  I Blender- magasins anmeldelse af albummet blev det kaldt det modsatte af Sgt. Peppers Lonely Hearts Club Band og psykedelisk rock, som anmelderen tilskrev bandets præstation på Woodstock Festival . Til sin Rolling Stone- anmeldelse af genudgivelsen af albummet ved dettes 40-års jubilæum, kaldte Barry Walters albummet "afslappet" og krediterede samtidig Fogerty for at have skrevet en protestsang, "Fortunate Son", som har et godt beat til dette formål. 
I 2003 blev albummet rangeret som nummer 392 på Rolling Stone- magasinets liste over de 500 største albums gennem alle tider ;  Listens 2012-udgave havde det placeret som nr. 309.  Den 10. juni 2008 blev albummet remasteret og udgivet af Concord Music Group som en Compact Disc med tre bonusspor.

## Spor
| # | Titel | Længde |
| - | ----- | ------ |

Alle sange skrevet og komponeret af John Fogerty, undtagen de nævnte i noterne. 
| 1. | "Down on the Corner"             | 2:46 |
| 2. | "It Came Out of the Sky"         | 2:53 |
| 3. | "Cotton Fields"                  | 2:56 |
| 4. | "Poorboy Shuffle" (instrumental) | 2:25 |
| 5. | "Feelin' Blue"                   | 5:06 |

| 1. | "Fortunate Son"                       | 2:19 |
| 2. | "Don't Look Now (It Ain't You or Me)" | 2:11 |
| 3. | "The Midnight Special"                | 4:13 |
| 4. | "Side o' the Road" (instrumental)     | 3:24 |
| 5. | "Effigy"                              | 6:26 |

## Musikere
jf. albumnoter  
Creedence Clearwater Revival
- John Fogerty - vokal, lead guitar, klaver, maracas, cowbell, harmonica på "Poorboy Shuffle", producer, arrangør
- Tom Fogerty - rytmegitar undtagen på spor 11 og 12, bagerste vokal
- Stu Cook - bas, vaskebas på "Poorboy Shuffle", bagerste vokal
- Doug Clifford - trommer, vaskeplade på "Poorboy Shuffle"

Andre musikere
- Booker T. Jones - orgel på spor 13
- Steve Cropper - guitar på spor 13
- Donald "Duck" Dunn - bas på spor 13
- Al Jackson, Jr. - trommer på sporet 13

Produktion
- Basul Parik - fotografering
- Chris Clough - kompilationsproducent i 2008
- Ed Ward - 2008 liner notes
- Joel Selvin - linjebemærkninger i 2008
- Rikka Arnold - projekthjælp
- Bill Belmont - projektassistance
- Jennifer Peters - projektassistance

## Hitlisteplaceringer
| Diagram (1970)                         | Spids </br> position |
| -------------------------------------- | -------------------- |
| Canada RPM 100 Albums                  | 2                    |
| Frankrig (InfoDisc)                    | 1                    |
| Italien (FIMI)                         | 17                   |
| Holland (Top 100)                      | 7                    |
| Norge ( Top 40 )                       | 2                    |
| UK ( The Official Charts Company )     | 10                   |
| US Billboard 200                       | 3                    |
| Amerikanske Billboard R &amp; B-albums | 28                   |